# Kečovo
Kečovo (in ungherese Kecső) è un comune della Slovacchia facente parte del distretto di Rožňava, nella regione di Košice.